# Larries
Les Larries sont des théoriciens du complot qui croient que les anciens membres du groupe One Direction, Harry Styles et Louis Tomlinson, ont eu ou ont toujours une relation amoureuse secrète et à long terme,,:173–174, Un élément fondamental de cette théorie du complot est que les deux, dont le nom est mélangé à « Larry Stylinson », ont été cachés par leur société de gestion, Modest Management, soi-disant guidée par des intérêts d'entreprise homophobes,.  Les partisans de la théorie du complot ont utilisé le hashtag #LarryIsReal.
La croyance dans cette théorie n’a pas diminué au fil du temps,:219–220. Les Larries ont été l'un des plus grands groupes de fans de One Direction depuis les débuts:219–220.

## Histoire

### Débuts
One Direction s'est formé sur The X Factor en 2010 et les Larries autoproclamés se sont formés peu de temps après, inspirés par l'amitié étroite,,. Leurs incluent Styles déclarant en 2011 que son « premier vrai béguin » était Tomlinson:29. Depuis le début, la plupart des Larries ont insisté sur le fait que la relation entre Styles et Tomlinson était réelle. Selon un fan anonyme de One Direction interviewé par The Daily Dot en 2012, « Il n'y a pas vraiment de place dans le fandom pour les gens qui shippent Harry/Louis au sens fictif. » Les Larries ont été critiqués pour avoir analysé les interactions entre Styles et Tomlinson pour prouver qu'une relation amoureuse existe, et le fandom a souvent été qualifié de « tinhatting », où une personne ou un groupe est incapable de séparer la fiction de la réalité :29.

| Louis Tomlinson  | Twitter |
| @Louis_Tomlinson |         |

             Always in my heart @Harry_Styles . Yours sincerely, Louis
         

        2 October 2011
    

En octobre 2011, Tomlinson a publié un tweet : « Toujours dans mon cœur @Harry_Styles. Sincèrement, Louis ». Le tweet est considéré comme l'une des « preuves les plus célébrées » dans le fandom:29, atteignant un sommet en tant que deuxième tweet le plus retweeté de tous les temps avec plus de 2 millions de retweets,. Depuis la conception de la théorie, Larries a harcelé Styles et Tomlinson, leurs amis et leur famille, ainsi que les journalistes qui ont écrit sur eux. En 2012, Tomlinson a admis que la popularité de la théorie affectait négativement la façon dont lui et Styles se comportaient en public. Tomlinson a également qualifié Larry de « conneries » et de « théories du complot » sur Twitter,. Cela n'a pas empêché les fans de théories du complot de spéculer régulièrement sur le moment où Styles et Tomlinson pourraient annoncer leur relation au public.

### «Crazy About One Direction»
En 2013, la documentariste britannique Daisy Asquith a été chargée par Channel 4 de créer un documentaire télévisé sur les fans de One Direction. Elle a interviewé des fans à Manchester. Channel 4 a fait pression sur elle pour qu'elle présente « les fans fous » et, à la dernière minute, a changé le nom du documentaire de « I Heart One Direction » à « Crazy About One Direction ».
Pour de nombreux fans de One Direction, les représentations de fans portant des tenues à l'effigie de One Direction, réalisant des fan arts et adoptant des comportements « insensés » ont été interprétées comme une honte publique,. En réponse au documentaire et à l'indignation, Liam Payne, membre de One Direction, a tweeté : « On s'en fiche complètement de ce que dit un documentaire  [sic]  dramatisé pour le divertissement et plein de conneries de toute façon, nous le savons tous..."
Dans les 24 heures suivant la sortie de Crazy About One Direction une rumeur non fondée selon laquelle 42 fans qui croyaient à la théorie de Larry Stylinson s'étaient suicidés à la suite du documentaire a circulé en ligne, avec #RIPLarryShippers tendance sur Twitter,,. Il est à noter que les faux suicides ont été construits à la fois en réponse au film et en réponse aux anti-Larries utilisant le documentaire comme excuse pour critiquer les comportements de Larry. Asquith et Channel 4 ont également reçu des menaces à la bombe et des menaces de mort.
Dans le documentaire, Larries a été accusé d'avoir fait honte aux fans de One Direction en faisant passer tous les fans de One Direction pour des fous. Des hashtags comme #thisisnotus ont été utilisés par les fans de One Direction pour se démarquer de Larries après la sortie du documentaire. La visibilité accrue de la théorie du complot de Larry Stylinson et la honte publique perçue ont entraîné un resserrement de leurs rangs et une exacerbation de leurs croyances(p198).

### «Ours de bondage arc-en-ciel» et autres symboles

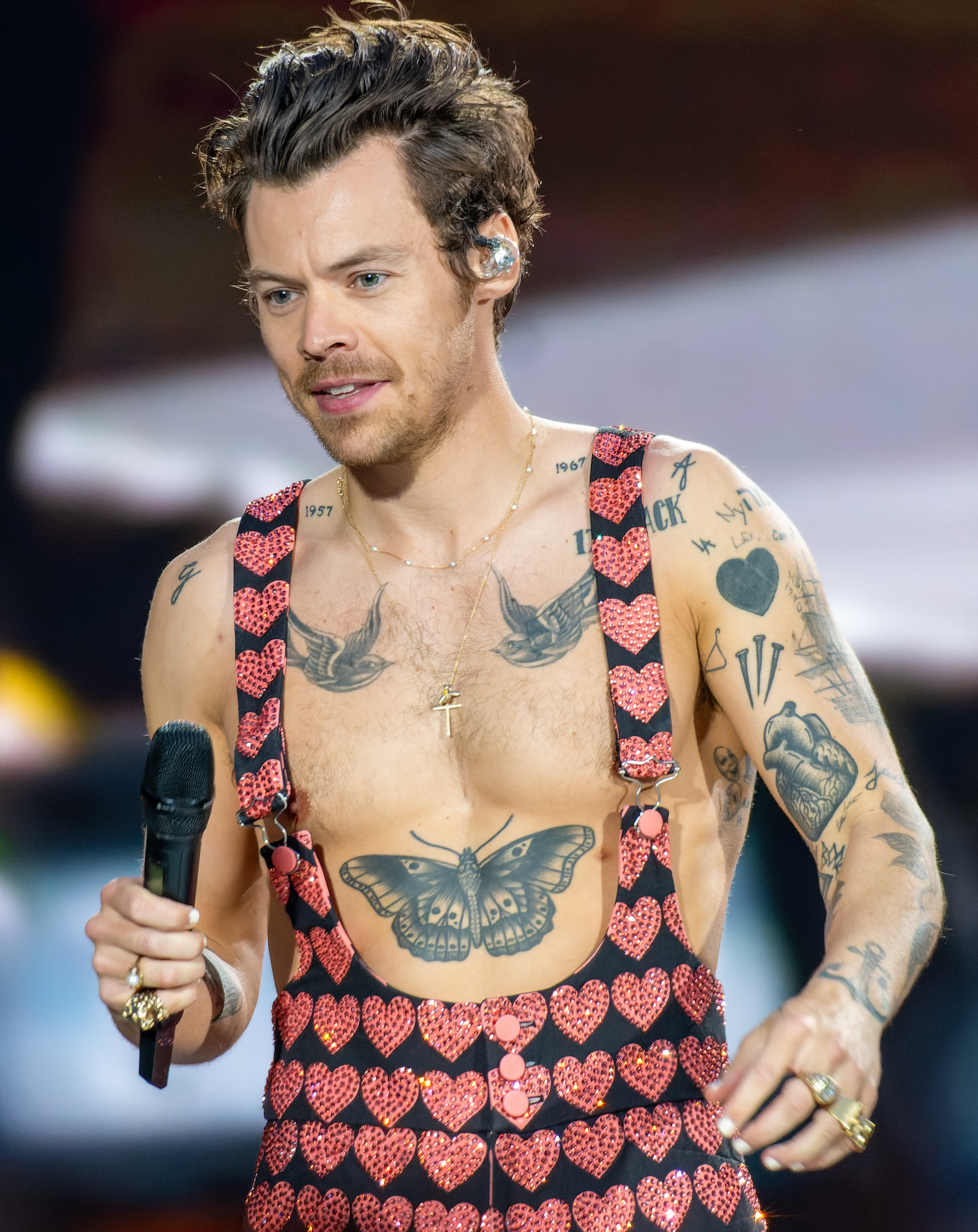
Harry Styles avec des tatouages visibles, 2023

En 2014, Larries pensait que Tomlinson et Styles leur envoyaient directement des messages secrets,. La manifestation la plus notable de cette croyance est venue sous la forme des « Rainbow Bondage Bears » que l'on pouvait voir sur scène lors des concerts de One Direction en 2014 et 2015,. Ces ours en peluche (appartenant à l'origine à des fans qui les jetaient sur scène pendant les concerts) ont ensuite été placés sur scène pendant les concerts et habillés de costumes rappelant des icônes gays de premier plan, telles que Freddie Mercury et Judy Garland.
Parfois, les ours semblaient faire allusion à la conspiration de Larry, comme lorsqu'un panneau à côté de l'ours disait « Love Larry » avec une photo de Larry Grayson attachée. Le contexte des ours n'est pas encore clair, mais le groupe a nié que cela ait une quelconque importance pour la vie personnelle de Styles ou de Tomlinson.
En plus des Rainbow Bondage Bears, les fans ont inventé d'autres symboles qui pourraient signifier que Styles et Tomlinson essaient de communiquer avec eux à propos de leur amour secret l'un pour l'autre. Les allégations non fondées incluent :
- Styles et Tomlinson ont des tatouages assortis. Un exemple est la rose de Styles et le poignard de Tomlinson, qui sont censés former un motif de tatouage commun de rose et de poignard représentant l'amour tragique[21],[3]:193. Les tatouages d'hirondelles sur la poitrine de Styles sont censés le représenter lui-même et Tomlinson, le plus grand oiseau représentant Styles en raison de son sourcil incliné inhabituel, et le plus petit oiseau représentant la plus petite taille de Tomlinson[2].
- Les couleurs verte et bleue qui apparaissent représentent respectivement Styles et Tomlinson. L'association est due au fait que Styles utilisait du ruban vert et Tomlinson du ruban bleu sur leurs microphones sans fil lorsqu'ils étaient en tournée avec One Direction[3],[21]. La couleur bleue a également été notée comme la couleur des yeux de Tomlinson[7].
- Styles et Tomlinson sont investis dans une forme de numérologie liée au nombre 28, que Larries pense être lié au jour supposé du mariage de Styles et Tomlinson, le 28 septembre 2013[3] :198. Le numéro a été trouvé dans de nombreuses choses, du maillot de football numéro 28 de Tomlinson à la date de sortie du film Dunkerque de Styles (7/21) pour aboutir au numéro 28[3] :198.

Ce processus de recherche d'indices a permis à la théorie du complot de se maintenir jusqu'à aujourd'hui, malgré le fait que Styles et Tomlinson soient visiblement absents de la vie de l'autre depuis que One Direction a fait une pause indéfinie en 2016:198.

### Babygate
Lorsque l'amie de Tomlinson est tombée enceinte de son enfant en 2015, certains Larries ont eu du mal à croire qu'il allait avoir un enfant biologique tout en étant dans une relation monogame avec Styles:203,. Pour résoudre la dissonance cognitive, certains Larries ont construit une théorie du complot appelée « Babygate », qui affirme que la grossesse était fausse et fabriquée par sa direction :203. Ces Larries affirment que le bébé né de la grossesse était au début une poupée, mais qu'à mesure que le bébé grandissait, il était remplacé par un acteur ou un autre membre de la famille de son ami :203. Les corps et le comportement de Tomlinson et de son amie ont été examinés à la recherche de signes indiquant qu'elle simulait une grossesse, et des photos d'eux ont été analysées dans Photoshop pour détecter des signes de retouche :205–211.
La mère de l'enfant de Tomlinson a commenté les théories du complot, les qualifiant de « malsaines et moralement mauvaises ». En 2016, un appel anonyme a dit à Tomlinson : « J'espère que votre bébé mourra »,.

### Carrières solo
La séparation de One Direction a divisé la base de fans en sept factions distinctes, bien que parfois se chevauchant : Harries (fans de Harry Styles), Louies (fans de Louis Tomlinson), Zquad (fans de Zayn Malik ), Lovers (fans de Niall Horan ), Paynos (fans de Liam Payne ), OT4/OT5 (fans de One Direction en général) et Larries.  (p227)Il existe également une communauté importante de fans proches de One Direction, appelés « antis », qui passent beaucoup de temps en ligne à contrer les choses que Larries dit et fait. Les ex-Larries contribuent souvent à ce travail anti-conspirationniste en créant des messages évoquant l'expérience de « quitter une secte »(p181–2).
Depuis le début de sa carrière solo, Styles s'habille de manière androgyne, chante des chansons et réalise des clips vidéo invoquant la fluidité sexuelle, et agite des drapeaux de la fierté lors de ses concerts. Il a également refusé d’étiqueter sa sexualité. Pour expliquer le comportement de Styles alors que Tomlinson a explicitement déclaré qu'il était hétéro, certains Larries ont construit un récit de martyre pour Tomlinson.  (p235)Tomlinson est vu comme étant maintenu « enchaîné » afin que Styles puisse vivre une vie où il connaît le succès commercial et est sexuellement libre. Dans le même temps, de nombreux Larries continuent de croire de manière contradictoire que Styles sort avec des femmes pour tenter de cacher sa relation avec Tomlinson. Cela a entraîné le harcèlement de la petite amie de Styles à l'époque, Olivia Wilde, sur TikTok.

## Contenu

Câlin entre Styles et Tomlinson lors d'un concert en 2015, qui est devenu un « moment précieux de Larry Stylinson »

Larries pense que Tomlinson et Styles sont ou étaient dans une relation amoureuse. Les preuves principales de la conspiration sont souvent présentées à travers des clips vidéo qui présentent des regards, des contacts ou d’autres interactions interpersonnelles comme des gestes romantiques,,:176–179. Ces vidéos, parfois transformées en gifs sur des plateformes comme Tumblr ou rassemblées en compilations sur des plateformes comme YouTube, ont un impact sur le spectateur par la répétition,,, :176–179. Par exemple, une étreinte entre Styles et Tomlinson est devenue un « moment précieux de Larry Stylinson » par la façon dont les fans ont partagé des photographies du moment sous différents angles, l'incluant comme moment fort dans des vidéos, et l'utilisant comme source d'inspiration pour des fan arts et des fan fictions .  :228
Les personnes intriguées par la conspiration peuvent être dirigées vers un contenu écrit plus détaillé, allant des chronologies quotidiennes de leur relation à des explications complexes de la théorie de Babygate,:176–179, 218. De nombreux comptes qui mettent à jour One Direction, Styles et Tomlinson sont gérés par des Larries qui ne publieront que du contenu en accord avec la conspiration, et les nouveaux Larries sont encouragés à ne les suivre qu'eux :218
Un ancien Larry, interrogé sur ce type de censure, a rapporté que les comptes « ne republiaient pas les mises à jour ou les photos sur les relations « barbues » » et que les nombreux amis gays de Styles étaient également ignorés par ces comptes parce que « cela ne correspondait pas à un récit de lui en tant qu'homme gay opprimé. »:219En 2020, Larry Stylinson est le navire le plus reblogué sur Tumblr.
La fiction érotique slash avec Larry existe, comme d'autres formes de fan art:228, y compris « femslash », qui dépeint Larry comme une lesbienne à genre variable. L'artiste Owen G Parry a réalisé plusieurs œuvres sur le thème de Larry qui ont été présentées lors d'une exposition à Londres en 2016. Parry dit que l'expédition de Larry peut être « un endroit sûr pour tester votre sexualité, un espace fantastique » pour de nombreux jeunes fans. Tomlinson a déclaré à propos des fanfictions en ligne sur Larry en 2022 : « C'est bizarre, toutes ces conneries, mais on ne peut pas y faire grand-chose. Je préférerais qu'ils ne le fassent pas, mais c'est comme ça, je ne regarderai pas. »,

## Idéologie

### Justification des croyances
La diminution des interactions entre Styles et Tomlinson au fil des ans a amené les fans de théories du complot à se considérer comme les « porte-parole » des deux hommes. 
Kaitlyn Tiffany, auteure et directionniste, déclare que « [Les Larries] accusaient souvent les autres fans d'être homophobes s'ils ne soutenaient pas Larry Stylinson. [...] Les anti-Larries s'attardaient souvent sur les Larries, tentaient de démonter leur raisonnement et les critiquaient d'une manière peut-être inutile. C'est devenu une énorme distraction. » Elle ajoute que les directionnistes non Larry n'apprécient pas la couverture médiatique qui fait des Larries une sorte de visage public du fandom,.

En 2022, les Larries sont généralement des femmes d'environ 20 ans. Les universitaires Clare Southerton et Hannah McCann déclarent : Les Larries ont été largement dépeints comme une expression bizarre du fandom Directioner au sens large, une variation post-vérité inexplicable de la fangirl hystérique. [...] Les Larries révèlent des formes complexes de désir qui semblent appartenir davantage au collectif – la communauté désirante – qu’à l’individu. En transformant la figure de la fangirl en une sorte de queer, nous découvrons que loin de simplement convoiter leurs idoles de boys band, Larries désire le désir lui-même. Bien que les cadrages des fausses nouvelles visent à atteindre la « vérité », ils passent souvent à côté des paradigmes sociopolitiques généraux [...] La leçon ultime du fandom de Larry n'est pas de prouver si Larry est réel, mais plutôt de créer un espace pour que l'étrangeté de Larry soit réelle, qu'elle soit vraiment réelle ou non.Ils commentent également la relation complexe du groupe de fans avec la fiction slash et le queerbaiting.

### Harcèlement
Larries a intimidé et harcelé les petites amies de Styles et de Tomlinson.

## Réponse
Styles et Tomlinson ont critiqué et désavoué à plusieurs reprises la théorie depuis sa conception, Tomlinson affirmant que la conspiration avait endommagé la relation du couple. En 2012, Tomlinson s'est adressé à la conspiration sur Twitter, déclarant : « Hows this, Larry is the biggest load of bullshit I've ever heard. I'm happy why can't you accept that. »
L'ancien membre du groupe One Direction, Zayn Malik, a évoqué la conspiration en 2015, affirmant qu'il n'y avait aucune relation secrète au sein du groupe et que cette croyance avait eu des conséquences néfastes sur Styles et Tomlinson, qui se sont abstenus de tout comportement physiquement intime comme les câlins,. Liam Payne, membre du groupe, a déclaré en 2015 que les symboles présents lors des concerts de One Direction, comme les drapeaux arc-en-ciel pour indiquer son soutien à la conspiration, « le rendent fou ».
En 2016, Tomlinson a bloqué le mot « Larry » de ses commentaires Instagram, ce qui a donné lieu à plus de 100 000 commentaires de Larry commentant des variantes du mot, notamment « Lerry » et « Larrrrry ». En 2017, lorsqu'on lui a demandé si sa chanson « Sweet Creature » parlait de Tomlinson, Styles a répondu que même s'il ne « voulait pas dire à qui que ce soit qu'il a tort de ressentir ce qu'il ressent à propos d'une chanson », il « pencherait pour non ». Tomlinson a déclaré dans une interview avec The Guardian qu'il savait que la théorie était culturellement intéressante, mais qu'il en avait assez.
En 2023, Tomlinson a déclaré que la théorie était « enfantine ». En 2024, il a déclaré, :
 « What I realized a few years ago is that there is nothing I can say. There is nothing I can do to stop those who believe in this conspiracy. They are so connected to what they believe that they will not see the truth for what it really is. I'm sure many people look at and find all these little conspiracies that happen in life interesting. I'd be lying if I said it didn't irritate me a little, but that's the nature of the job. There are times when it gets very personal. I have my son, Freddie. He's the most important person in my life. And occasionally, [these theories] end up addressing things that are kind of unfair. That's what we have now. There's nothing I can do about it. Nothing I can say to stop people from inventing what they want to invent. So, so be it. »

## Dans le contexte des communautés apparentées
Larry Stylinson n'était pas le premier complotiste de fiction à caractère réel (RPF) à attirer un grand nombre de « tinhats », des fans qui croient que les personnalités publiques qu'ils représentent entretiennent réellement une relation secrète. Le terme a été inventé pour la première fois en 2003 comme une manière péjorative de désigner les fans qui croyaient qu'Elijah Wood et Dominic Monaghan avaient une relation secrète qui s'était formée alors qu'ils travaillaient sur le tournage du Seigneur des Anneaux. D'autres couples avec des théories similaires les entourant incluent les acteurs Jensen Ackles et Jared Padalecki de la série télévisée Supernatural de la CW, ainsi que l'auteure-compositrice-interprète Taylor Swift et le mannequin Karlie Kloss,.
« Babygate » n’est pas le seul à spéculer que les grossesses et les bébés des célébrités sont faux. Benedict Cumberbatch a fait l'objet de spéculations de la part de ses fans sur la grossesse de sa femme. Zayn Malik et Liam Payne ont également été victimes de « babygates »:221. Selon l'universitaire Anna Martin, ces conspirations sont si courantes parce que « les textes des stars permettent de fantasmer non seulement sur la richesse et les loisirs, mais aussi sur une vie où l'amour est la seule préoccupation. » Kaitlyn Tiffany, écrivant pour The Atlantic, a observé : « Les théories modernes sur les « faux » bébés de célébrités s'accompagnent d'un cocktail de ressentiment envers l'hypocrisie de la célébrité, la malhonnêteté des médias et la confiance imperturbable de l'élite, qui s'en tire comme elle le veut [. . .] Internet n'a pas inventé le complotisme, mais il a rendu la propagation des théories du complot plus facile et plus amusante. »
Comme beaucoup d’autres théoriciens du complot, Larries a une forte présence sur les réseaux sociaux, et sur TikTok en particulier:219–220,,. Le tag #larrystylinson sur TikTok compte 7,5 milliards de vues collectives en mai 2022. La propagation des théories du complot sur TikTok est bien documentée,. Selon l'anthropologue Joseph Russo, « À une époque où les jeunes ont l'impression de vivre dans un monde vraiment chaotique où peu de choses ont de sens, certaines théories du complot peuvent sembler une couverture de sécurité, car elles nous disent qu'il existe en réalité un ordre sous-jacent. »
L'universitaire Abby Richards, qui étudie la désinformation sur TikTok, a déclaré à propos des théories du complot : « Nous avons constaté à maintes reprises que cela peut avoir des conséquences néfastes dans le monde réel. » Cependant, les universitaires Hannah McCann et Clare Southerton s'interrogent sur les motivations derrière le fait de « considérer Larries comme simplement dangereux » et sur le paradigme pour lequel elles pourraient représenter un danger. Ils disent que le fait de présenter Larries exclusivement comme des consommateurs et des diffuseurs de fausses nouvelles « passe à côté des paradigmes sociopolitiques généraux qui façonnent ce qui peut être vu, entendu et représenté en premier lieu. » Tiffany conteste ce point de vue, affirmant que les fans ont été « privés » de neutralité envers Larry une fois que cela a été considéré comme une « affaire sérieuse » en raison de son interférence avec la vie personnelle de Styles et Tomlinson(p192).

## Dans la culture populaire
Les Larries sont apparus dans la culture populaire en dehors de leur propre fandom, par exemple :
- Le roman pour jeunes adultes de 2017 Grace and the Fever a été inspiré par le fandom de Larry[54],[55].
- En 2019, la série dramatique pour adolescents Euphoria présentait une scène de sexe animée entre Styles et Tomlinson, l'un de ses personnages, Kat, étant une célèbre auteure de fanfics des One Direction. La série présente Kat comme l'inventrice du vaisseau de Larry Stylinson[56],[14]. Après la diffusion de l'épisode, les fans de Styles et Tomlinson, partisans comme non-conspirationnistes de la théorie de Larry, ont exprimé leur indignation quant à la présence du vaisseau dans la série[57],[14]. Styles et Tomlinson n'avaient pas approuvé la séquence.  :230
- Le livre de Kaitlyn Tiffany sur le fandom One Direction, Everything I need I get from you: how fangirls created the Internet as we know it, publié en 2022, consacre deux chapitres à Larries[33],[58].